# Dinteloord en Prinsenland
Dinteloord en Prinsenland is een voormalige gemeente in de Nederlandse provincie Noord-Brabant.
De gemeente die 57,2 km² groot was, omvatte naast het dorp Dinteloord ook de buurtschappen Boompjesdijk en Dintelsas. Zij is op 1 januari 1997 opgegaan in de gemeente Steenbergen en had toen ongeveer 5800 inwoners.

## Zie ook

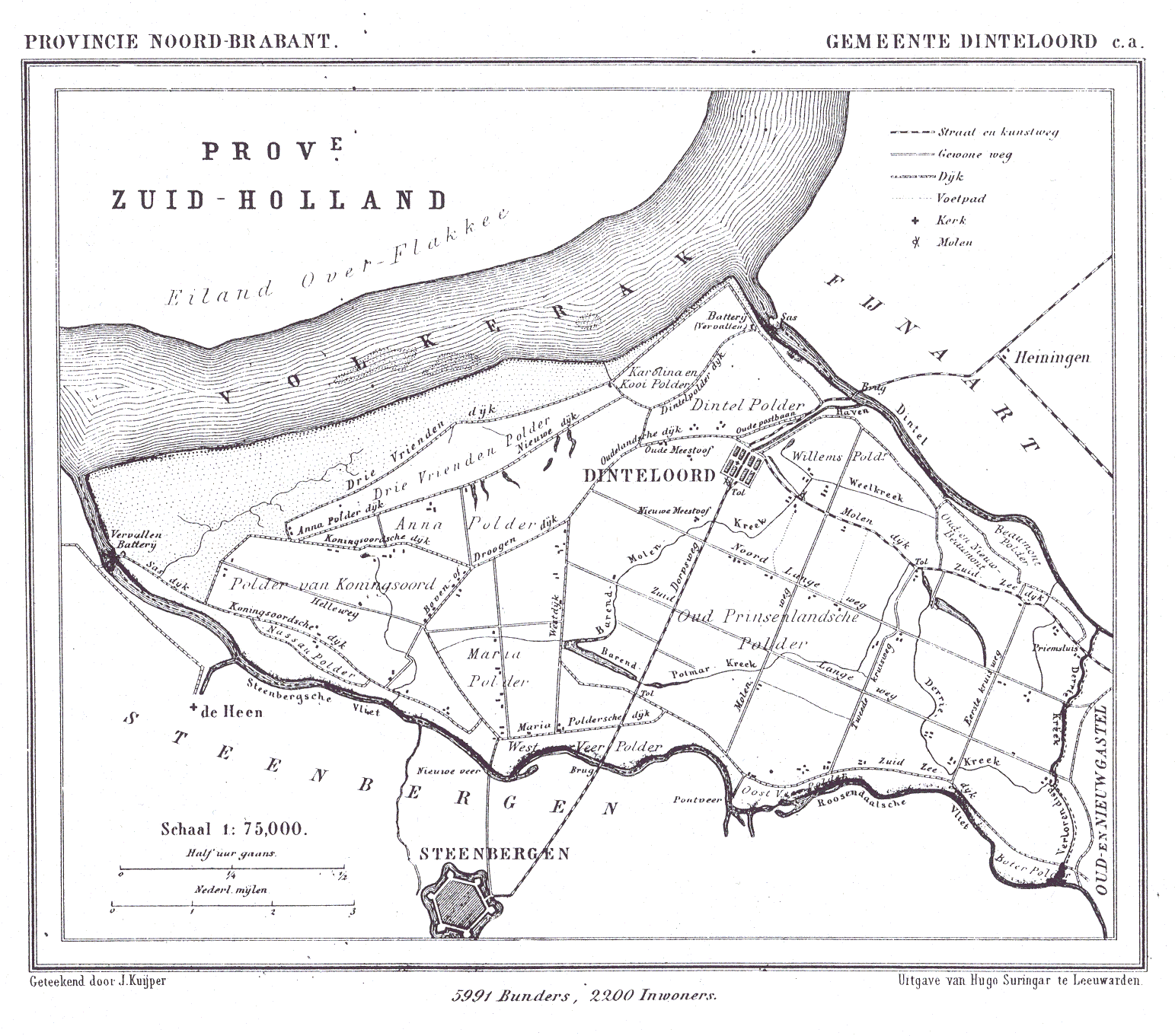
Dinteloord en Prinsenland in 1866